# Смехотворци
„Смехотворци” је југословенска телевизијска серија снимљена 1989. године у продукцији Телевизије Београд.

## Улоге
| Глумац                   | Улога             |
| ------------------------ | ----------------- |
| Мија Алексић             | Лично             |
| Бранка Веселиновић       | Лично             |
| Живојин Жика Миленковић  | Лично             |
| Радмила Савићевић        | Лично             |
| Славко Симић             | Лично             |
| Радивоје Лола Ђукић      | Лично             |
| Оливера Марковић         | Лично             |
| Драгутин Добричанин      | (Архивски снимци) |
| Драган Лукић Омољац      | (Архивски снимци) |
| Милан Панић              | (Архивски снимци) |
| Михајло Бата Паскаљевић  | (Архивски снимци) |
| Миодраг Петровић Чкаља   | (Архивски снимци) |
| Младен Млађа Веселиновић | (Архивски снимци) |
| Даница Аћимац            | (Архивски снимци) |
| Миодраг Андрић           | (Архивски снимци) |
| Милан Лане Гутовић       | (Архивски снимци) |
| Драган Лаковић           | (Архивски снимци) |
| Љиљана Лашић             | (Архивски снимци) |

 Остале улоге  ▼
| Глумац                     | Улога             |
| -------------------------- | ----------------- |
| Ђокица Милаковић           | (Архивски снимци) |
| Жарко Митровић             | (Архивски снимци) |
| Чедомир Петровић           | (Архивски снимци) |
| Ратко Сарић                | (Архивски снимци) |
| Никола Симић               | (Архивски снимци) |
| Властимир Ђуза Стојиљковић | (Архивски снимци) |
| Миливоје Мића Томић        | (Архивски снимци) |
| Драган Зарић               | (Архивски снимци) |

Комплетна ТВ екипа  ▼
| Редитељ              | Јован Ристић        |
| Редитељ              | Слободан Шуљагић    |
| Сценариста           | Мирослав Митровић   |
| Композитор           | Душан Каруовић      |
| Директор фотографије | Иван Дапчевић       |
| Директор фотографије | Милан Дрезгић       |
| Директор фотографије | Мирко Нановић       |
| Mонтажер             | Радивоје Милојковић |
| Сценограф            | Емир Гељо           |
| Уметнички директор   | Ева Калитерна       |
| Костимограф          | Јелисавета Гобецки  |